# Victorio Spinetto
Victorio Luis Spinetto (3 juin 1911 – 28 août 1990) est un footballeur argentin devenu entraîneur de football.
Il réalise une partie de sa carrière de joueur et d'entraîneur avec le Vélez Sarsfield. Il remporte la Copa América 1959 en Argentine.